# Lisa Naalsund
Lisa Naalsund, född den 11 juni 1995 i Bergen, är en norsk fotbollsspelare.

## Karriär
Lisa Naalsund inledde sin seniorkarriär i Arna-Bjørnar år 2012. Hon har även spelat för Brann innan hon 2023  värvades av Manchester United. Hon har även representerat det norska damlandslaget där hon debuterade år 2021.